# História dos Ming
A História dos Ming ( 明史 ) é uma das obras históricas oficiais chinesas. Consiste em 332 volumes e cobre a história da Dinastia Ming de 1368 a 1644 ,  registra os eventos importantes desde o reinou de primeiro imperador (Hongwu ) até o reinou de último imperador (Chongzhen ). Foi escrito por vários funcionários encomendados pelo Tribunal da Dinastia Qing , como Zhang Tingyu , o editor principal , político e historiador que viveu na Dinastia Qing.A compilação começou na era do imperador Shunzhi e foi concluída em 1739 na era do imperador Qianlong, embora a maioria dos volumes tenha sido escrita na era do imperador Kangxi.
A Dinastia Ming (23 de janeiro de 1368 – 25 de abril de 1644), oficialmente o grande Ming, fundada pelo líder rebelde camponês Zhu Yuanzhang, conhecido como imperador Hongwu, foi uma dinastia imperial da China. Foi o sucessor da  Dinastia Yuan ou Iuã e o predecessor da curta dinastia Shun de Li ZiCheng, que por sua vez foi sucedida pela dinastia Qing. No seu auge, a Dinastia Ming tinha uma população de 160 milhões de pessoas,  enquanto alguns afirmam que a população poderia ter chegado a 200 milhões.
O governo Ming viu a construção de uma vasta Marinha e um exército permanente de 1.000.000 de soldados. Embora o comércio marítimo privado e as missões oficiais de tributo da China tenham ocorrido em dinastias anteriores, o tamanho da frota tributária sob o eunuco muçulmano almirante Zheng He no século XV  superou todas as outras em grandeza. Houve enormes projetos de construção, incluindo a restauração do Grande Canal, a restauração da Grande Muralha, como é visto hoje, e o estabelecimento da Cidade Proibida em Pequim durante o primeiro quarto do século XV. A Dinastia Ming é, por muitas razões, geralmente conhecida como um período de governo estável e eficaz. Era há muito tempo a casa governante mais segura e incontestável que a China conhecia até então. Suas instituições foram geralmente preservadas pela seguinte Dinastia Qing. A função pública dominou o governo a um nível sem precedentes neste momento. durante a Dinastia Ming, o território da China se expandiu (e em alguns casos também se retraiu) muito. Por um breve período durante a Dinastia Ming, o norte do Vietnã foi incluído no território da Dinastia Ming.outros desenvolvimentos importantes incluem a mudança da capital de Nanjing para Pequim.

## Contexto histórico
Após a Dinastia Qing ter alargado o seu domínio à planície Central , no segundo ano do imperador Shunzhi, o Censor Zhao Jiding 趙繼鼎 foi convidado a compilar a História dos Ming. Em maio do segundo ano do imperador Shunzhi, a Corte Da Dinastia Qing estabeleceu que o Comitê consistia no Grande Secretário Feng Quan, Li Jiantai, Fan Wencheng, Gang Lin e Qi Chongge como presidentes para operar a compilação da história do Ming. 